# STOML3
STOML3 (англ. Stomatin like 3) – білок, який кодується однойменним геном, розташованим у людей на 13-й хромосомі. Довжина поліпептидного ланцюга білка становить 291 амінокислот, а молекулярна маса — 32 135.
| 10         |  | 20         |  | 30         |  | 40         |  | 50         |
| ---------- |  | ---------- |  | ---------- |  | ---------- |  | ---------- |
| MDSRVSSPEK |  | QDKENFVGVN |  | NKRLGVCGWI |  | LFSLSFLLVI |  | ITFPISIWMC |
| LKIIKEYERA |  | VVFRLGRIQA |  | DKAKGPGLIL |  | VLPCIDVFVK |  | VDLRTVTCNI |
| PPQEILTRDS |  | VTTQVDGVVY |  | YRIYSAVSAV |  | ANVNDVHQAT |  | FLLAQTTLRN |
| VLGTQTLSQI |  | LAGREEIAHS |  | IQTLLDDATE |  | LWGIRVARVE |  | IKDVRIPVQL |
| QRSMAAEAEA |  | TREARAKVLA |  | AEGEMNASKS |  | LKSASMVLAE |  | SPIALQLRYL |
| QTLSTVATEK |  | NSTIVFPLPM |  | NILEGIGGVS |  | YDNHKKLPNK |  | A          |

A: Аланін

C: Цистеїн

D: Аспарагінова кислота

E: Глутамінова кислота

F: Фенілаланін

G: Гліцин

H: Гістидин

I: Ізолейцин

K: Лізин

L: Лейцин

M: Метіонін

N: Аспарагін

P: Пролін

Q: Глутамін

R: Аргінін

S: Серин

T: Треонін

V: Валін

W: Триптофан

Задіяний у такому біологічному процесі, як альтернативний сплайсинг. 
Локалізований у клітинній мембрані, мембрані.